# Дон Жуан де Марко
«Дон Жуан де Марко» (англ. Don Juan DeMarco) — фильм 1995 года режиссёра Джереми Левина о мужчине, который считает себя величайшим любовником, и о людях, которые пытаются помочь ему преодолеть его болезнь.
Фильм получил рейтинг PG-13 в рейтинговой системе MPAA (см. Система рейтингов Американской киноассоциации): дети до 13 лет допускаются на фильм только с родителями (за сексуальное содержание).

## Сюжет
Фильм повествует о взаимоотношениях опытного врача-психиатра Джека Миклера (Марлон Брандо) и его пациента, считающего себя Дон Жуаном (Джонни Депп). Коллеги доктора Джека Миклера считают, что у его пациента явная форма психического расстройства, сам же он пытается встать на место своего подопечного, ищущего даму своего сердца.
Помешательство же это окажется ни чем иным, как исключительным отношением к женщинам, удивительной способностью молодого человека доставить каждой своей избраннице не сравнимое ни с чем удовольствие любви. А сеансы, проведённые доктором с «Дон Жуаном», оказывают неожиданное влияние на Джека Миклера, который вновь обретает романтику в его давно устоявшихся отношениях с его женой Мерилин (Фэй Данауэй).

## История создания
В основе фильма лежат две сюжетные линии:
- история взаимоотношений доктора и пациента, основанная на рассказе Джереми Левина «Don Juan DeMarco and the Centerfold» (рабочее название фильма, которое было сокращено перед премьерой).
- рассказ о прошлом дона Жуана де Марко, в основе которого — всем известная легенда о Дон Жуане (отчасти в интерпретации Лорда Байрона).
- Фильм является своеобразным «ответом» Марлона Брандо своему герою из «Трамвая „Желание“» Стэнли Ковальскому, которого сам актёр искренне ненавидел.

## В ролях
- Джонни Депп — Дон Жуан
- Марлон Брандо — доктор Джек Миклер
- Фэй Данауэй — Мэрилин Миклер
- Жеральдин Пейла — донна Анна
- Рэйчел Тикотин — донна Инес
- Талиса Сото — донна Хулия
- Ричард Сарафьян — детектив Сай Тобиас

## Награды и номинации
Список наград и номинаций приведён в соответствии с данными IMDb.

### Награды
| Год  | Событие                                | Награда                                         | Номинант                                                                 |
| ---- | -------------------------------------- | ----------------------------------------------- | ------------------------------------------------------------------------ |
| 1996 | ASCAP Film and Television Music Awards | Премия за Самую исполняемую песню из кинофильма | Брайан Адамс, Майкл Кэймен за песню «Have You Ever Really Loved a Woman» |
| 1996 | BMI Film & TV Awards                   | Премия за Самую исполняемую песню из кинофильма | Майкл Кэймен за песню «Have You Ever Really Loved a Woman»               |
| 1996 | Премия Лондонского кружка кинокритиков | ALFS Award «Актёр года»                         | Джонни Депп также за роль в фильме «Эд Вуд»                              |

### Номинации
| Год  | Событие                                                                  | Награда                                                           | Номинант                                                                 |
| ---- | ------------------------------------------------------------------------ | ----------------------------------------------------------------- | ------------------------------------------------------------------------ |
| 1996 | Премия «Оскар» Американской Академии кинематографических искусств и наук | «Оскар» за лучшую музыку, оригинальную песню к фильму             | Брайан Адамс, Майкл Кэймен за песню «Have You Ever Really Loved a Woman» |
| 1996 | Премия Национальной академии искусства и науки звукозаписи               | «Грэмми» за лучшую песню, написанную для кинофильма               | Брайан Адамс, Майкл Кэймен за песню «Have You Ever Really Loved a Woman» |
| 1996 | «Золотой глобус»                                                         | «Золотой глобус» за лучшее музыкальное сопровождение к кинофильму | Майкл Кэймен                                                             |
| 1996 | «Золотой глобус»                                                         | «Золотой глобус» за лучшую оригинальную песню к кинофильму        | Брайан Адамс, Майкл Кэймен за песню «Have You Ever Really Loved a Woman» |